# Martin Cheek
Martin Roy Cheek (født 1960) er en botaniker og taksonom ved Royal Botanic Gardens, Kew.
Cheek gik på University of Reading og dimitterede med en B.Sc. i 1981 og en M.Sc i 1983. Han fik titlen DPhil ved University of Oxford i 1989.

## Forskning
Sammen med Matthew Jebb har Cheek gennemgået den kødædende planteslægt kandebærer (Nepenthes) i to store monografier: "A skeletal revision of Nepenthes" fra 1997 og en mere dybdegående behandling af arter i den biogeografiske region Malesia til Flora Malesiana i 2001.
I disse og andre værker har Cheek beskrevet en række arter, der er nye for videnskaben, ofte i samarbejde med Jebb. Disse omfatter: N. abalata, N. abgracilis, N. alzapan, N. argentii, N. aristolochioides, N. cid, N. danseri, N. diatas, N. extincta, N. hurrelliana, N. kitanglad, N. kurata, N. lamii, N. leyte, N. mira, N. murudensis, N. negros, N. ramos, N. robcantleyi, N. samar, N. thai, and N. ultra. Cheek and Jebb also raised N. macrophylla to species rank.
I 2022 beskrev han sammen med George Gosline træet Uvariopsis dicaprio.
Cheek og hans forskning er omtalt i dokumentaren The Mists of Mwanenguba.